# Abronia salvadorensis
El dragoncito de la Sierra de Morazán (Abronia salvadorensis) es una especie de lagartos diploglosos de la familia Anguidae.

## Distribución geográfica
Es endémica de Honduras y El Salvador.

## Estado de conservación
Se encuentra amenazada por la pérdida de su hábitat natural.